# Portugal
Portugal (portugisisk: Portugal), officielt den Portugisiske Republik (portugisisk: República Portuguesa), er et land beliggende på Den Iberiske Halvø i det sydvestlige Europa. Landet grænser op til Spanien i nord og øst og er ellers omgivet af Atlanterhavet i vest og syd. I Atlanterhavet ligger øgrupperne Madeira og Azorerne, som har udstrakt selvstyre.
Portugal blev grundlagt i 1139, da Afonso 1. proklameredes konge. Det nye kongerige ekspanderede mod syd til Algarve, hvorfra maurerne blev endeligt fordrevet i løbet af det 13. århundrede. I det 15. århundrede begyndte portugisiske søfolk at udforske den afrikanske kyst. Dette blev begyndelsen til Portugals storhedstid. En ekspansiv periode med udforskning af verdenshavene, hvor søvejene til Indien og Brasilien blev opdaget. Portugisiske kolonier blev grundlagt i både Asien, Sydamerika og Afrika. Handlen med slaver, guld og krydderier gjorde for en tid Portugal til et af verdens rigeste lande, og Lissabon til en af Europas største handelsbyer. Under den senere afkolonisering og industrialisering kom Portugal som udpræget landbrugsland og med diktaturstyre til at stå svagt i Europa, men opnåede med demokratiets indførelse i 1974 politisk stabilitet og med optagelsen i EF (EU) i 1986 et økonomisk løft.
Portugal er et udviklet land med en avanceret økonomi og høj levestandard. Det er en af verdens mest globaliserede og fredelige nationer. Portugal er medlem af FN, EU, Eurozonen, OECD, NATO, WTO og Sammenslutningen af portugisisksprogede lande. Landet har de seneste år været præget af den globale finansielle og økonomiske krise, der for Portugals vedkommende også har udviklet sig til en gældskrise. Siden den økonomiske nedtur begyndte, er det offentlige budgetunderskud steget voldsomt.

## Historie
Søfarten har altid været vigtig for Portugals økonomi og i 1400-tallet begyndte en ekspansiv periode, da landet organiserede flere opdagelsesrejser. Portugisiske skibe sejlede gradvis længere sydpå langs Afrikas vestkyst, og i 1488 rundede et skib for første gang Kap Det Gode Håb. Det var ledet af Bartolomeu Dias. Ekspeditionerne sikrede Portugal kolonier i Brasilien og i Det Indiske Ocean. Den portugisiske søfarer og pioner Vasco da Gama udforskede som den første europæer Mozambiques kyststrækninger i 1498 og fra starten af 1500-tallet oprettede Portugal handelsposter og forter langs Mozambiques kyst. Landet var portugisisk koloni indtil 1975, hvor det blev en selvstændig stat.
I anden halvdel af 1500-tallet begyndte en nedgangstid for Portugal med jordskælv, to store pestepidemier, deraf faldende befolkningstal samt store økonomiske tab. I 1580 kom det i personalunion med Spanien under kong Filip 2. af Spanien. I 1640 førte et oprør til, at det igen blev selvstændigt. Økonomien var imidlertid dårlig, og i 1700-tallet var landet nært knyttet til England. Dette var dog en periode med politisk ustabilitet.
I starten af det 19. århundrede ønskede Portugal ikke at kæmpe på Frankrigs side under Napoleonskrigene, hvilket fik Napoleon til tre gange kortvarigt at invadere dele af Portugal. Kongefamilien flygtede til Brasilien under den engelske flådes beskyttelse. Brasilien erklærede sig uafhængigt i 1822. Uafhængigheden blev dog først anerkendt af Portugal i 1825. Dette blev begyndelsen til en lang periode med økonomisk og politisk ustabilitet i Portugal. Resten af 1800-tallet var præget af politisk, socialt og økonomisk kaos med borgerkrig, civile og militære oprør samt regeringskriser.
En republikansk opinion voksede frem, og i et attentat i 1908 blev kongen og kronprinsen dræbt. Landet erklærede sig som en republik i 1910, men regeringerne var svage på grund af den dårlige økonomi. I perioden 1910-1925 havde Portugal 40 forskellige regeringer samt 18 revolutioner og kupforsøg. I 1926 fandt endnu et militærkup sted, og Portugal blev et diktatur under António de Oliveira Salazar frem til 1968. Diktaturet blev styrtet i et nyt venstreorienteret militærkup i 1974, den såkaldte 'nellikerevolutionen' og demokratiske reformer blev indledt, som ledte til de første frie valg i 1975 og dannelsen af en ny demokratisk regering fra 1976. Efter 1976 havde socialisten Mário Soares en stor del af ansvaret for den stabile demokratiske udvikling. Soares var den første premierminister i et frit Portugal i 1976-1978 og efterfølgende i 1983-1985 og dernæst præsident 1986-1996. Han var stærkt medvirkende til at føre Portugal ind i EU i 1986.

## Politik
De fire vigtigste dele i portugisisk politik er præsidenten, parlamentet, regeringen og domstolene. Præsidenten vælges for en periode på fem år og er øverste leder af de militære styrker.

## Geografi
De nordlige dele af Portugal er dækket af et stort bjergmassiv, der også dækker de nordlige dele af Spanien. Længere mod syd præges landskabet af langstrakte bjergkamme og sletter. Højlandet og lavlandet deles af floden Tajo, der løber tværs gennem Spanien og munder ud ved Portugals hovedstad, Lissabon. Portugal har et typisk middelhavsklima og har nogle af de højeste gennemsnitstemperaturer på det europæiske fastland. I de sydlige kyststrækninger er det betragteligt varmere end i de nordlige bjergområder, hvor temperaturen kan komme helt ned på ti minusgrader om vinteren. Næsten en tredjedel af landet er dækket af skov, hovedsageligt lavlandet i landets sydlige dele. Store dele af skovene er plantet af kommercielle årsager, for at blive fældet og eksporteret til udlandet.
Kysten er præget af flade sandstrande, der enkelte steder afbrydes af stejle klippeformationer, bl.a. ved Kap Roca og Kap Espichel henholdsvis vest og syd for Lissabon samt Kap Sankt Vincent på Algarvekysten. Ved grænsen til Spanien ligger landets højeste bjergkæde Serra da Estrela (1.998 meter). Toppen af vulkanen på Azorerne er med sine 2.351 meter Portugals højeste punkt.
Større byer i Portugal er: Agualva-Cacém, Albufeira, Almada, Amadora, Amora, Aveiro, Barreiro, Braga, Coimbra, Ermesinde, Évora, Faro, Figueira da Foz, Funchal, Guimarães, Leiria, Lissabon, Matosinhos, Odivelas, Ponta Delgada, Portimão, Porto, Póvoa de Varzim, Queluz, Rio Tinto, Setúbal, Vila Nova de Gaia og Viseu.
Portugal er opdelt i 308 kommuner, heraf 278 på fastlandet. Der er 188 kommuner (2021), 61% af kommunerne, med under 20.000 indbyggere hver. På fastlandet er der 23 kommuner (2021) med over 100.000 indbyggere hver og en kommune på Madeira, Funchal.
Instituto Nacional de Estatístico har opdelt Portugal i landsdele efter befolkningstal og beliggenhed ifølge EU's NUTS-inddeling. Den seneste inddeling er fra 2024. NUTS-2 regionerne er vist med sort streg. Se kort til højre.

### Distrikter
Portugal er inddelt i 18 distrikter (distritos):
| Distrikt         | Kommuner | Sogne | Indbyggertal 2021 | Areal (km2) | Indb./ km2 |
| ---------------- | -------- | ----- | ----------------- | ----------- | ---------- |
| Aveiro           | 19       | 147   | 700.964           | 2.798       | 250        |
| Beja             | 14       | 75    | 144.410           | 10.229      | 14         |
| Braga            | 14       | 347   | 846.515           | 2.706       | 313        |
| Bragança         | 12       | 236   | 122.833           | 6.608       | 19         |
| Castelo Branco   | 11       | 120   | 177.912           | 6.675       | 27         |
| Coimbra          | 17       | 155   | 408.631           | 3.947       | 104        |
| Évora            | 14       | 69    | 152.436           | 7.393       | 21         |
| Faro             | 16       | 67    | 467.475           | 4.960       | 94         |
| Guarda           | 14       | 242   | 143.019           | 5.518       | 26         |
| Leiria           | 16       | 110   | 458.679           | 3.505       | 131        |
| Lissabon         | 16       | 134   | 2.275.591         | 2.761       | 824        |
| Portalegre       | 15       | 69    | 104.989           | 6.065       | 17         |
| Porto            | 18       | 243   | 1.786.656         | 2.408       | 742        |
| Santarém         | 21       | 141   | 425.431           | 6.747       | 63         |
| Setúbal          | 13       | 55    | 875.656           | 5.064       | 173        |
| Viana do Castelo | 10       | 208   | 231.488           | 2.255       | 103        |
| Vila Real        | 14       | 197   | 185.878           | 4.328       | 43         |
| Viseu            | 24       | 277   | 351.392           | 5.007       | 70         |

Det findes også to autonome regioner (regiões autónomas): Açorerne og Madeira.

## Kultur

### Det portugisiske køkken
Det portugisiske køkken er diverst. Portugiserne spiser meget tørret torsk (bacalhau på åportugisisk), som de har mange opskrifter med fra bacalhau à Brás, bacalhau à Gomes de Sá til bacalhau com natas. Andre fiskeopskrifter inkluderer grillet sardiner og caldeirada, en tomatbaseret stuvning der kan laves af forskellige tpyer fisk eller skaldyr med en blanding af løg, hvidløg, lauerbær, kartofler, peber og persille.
Typisk portugisiske kødretter består af oksekød, svinekød, kylling, ged, lammekød eller andekød, inklusive cozido à portuguesa, feijoada, frango de churrasco, leitão (helstekt pattegris), chanfana og carne de porco à alentejana. Typisk fastfood inkluderer Francesinha (Frenchie) fra Porto og bifanas (grillet svin) eller prego (grillet oksekød) sandwich. En berømt kage er pastel de nata, der er almindelig og populær i hele landet, og som også er blevet populær blandt turister.
Portugisisk vin har været anerkendt siden romerriget, der associerede Portugal med deres gud Bacchus, som følge af landets klima. Nogle af de bedste portugisiske vineer Vinho Verde, Alvarinho, Vinho do Douro, Vinho do Alentejo, Vinho do Dão, Vinho da Bairrada aog landet er også berømt for hedvin som portvin, madeira, og muscatel fra Setúbal og Favaios.

## Økonomi
Eksporten omfatter tekstiler, beklædning og fodtøj, elektriske maskiner og kork, fiskeprodukter og vin. Portugal er verdens største korkeksportør. Turismen har en større og større betydning for landets økonomi. Minedrift og industri er ligeledes vigtige sektorer. Der udvindes svovlkis, kaolin, zink, wolfram og andre mineraler.

## Demografi
Sproget i Portugal er portugisisk, som er et romansk sprog, nært beslægtet med spansk. Portugisisk er verdens 6. største sprog.
Befolkningen består af omkring 11 mio. indbyggere, som hovedsageligt bor ved kysterne.